# Caporales

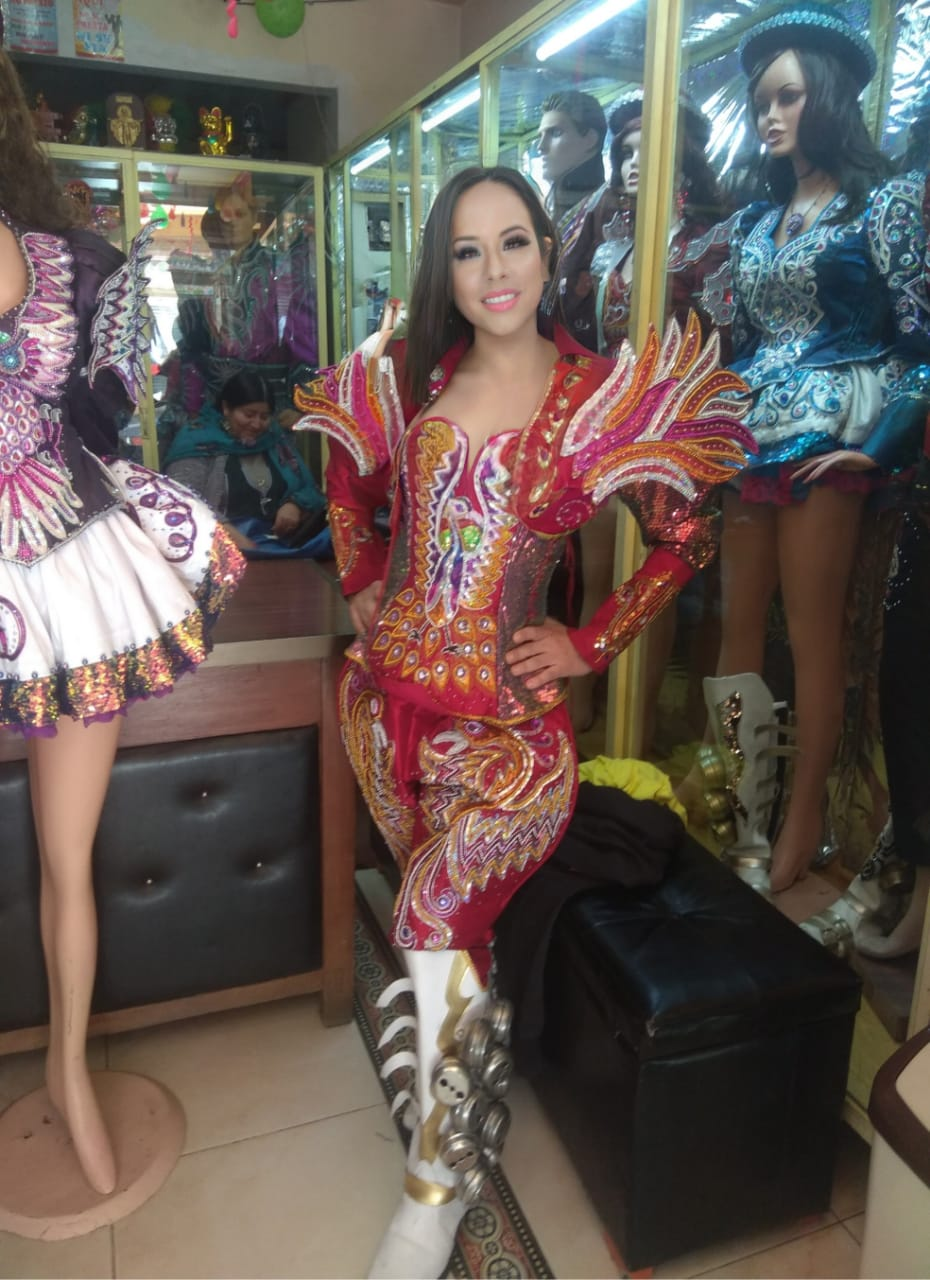
Mulher vestindo fantasia de barão caporal

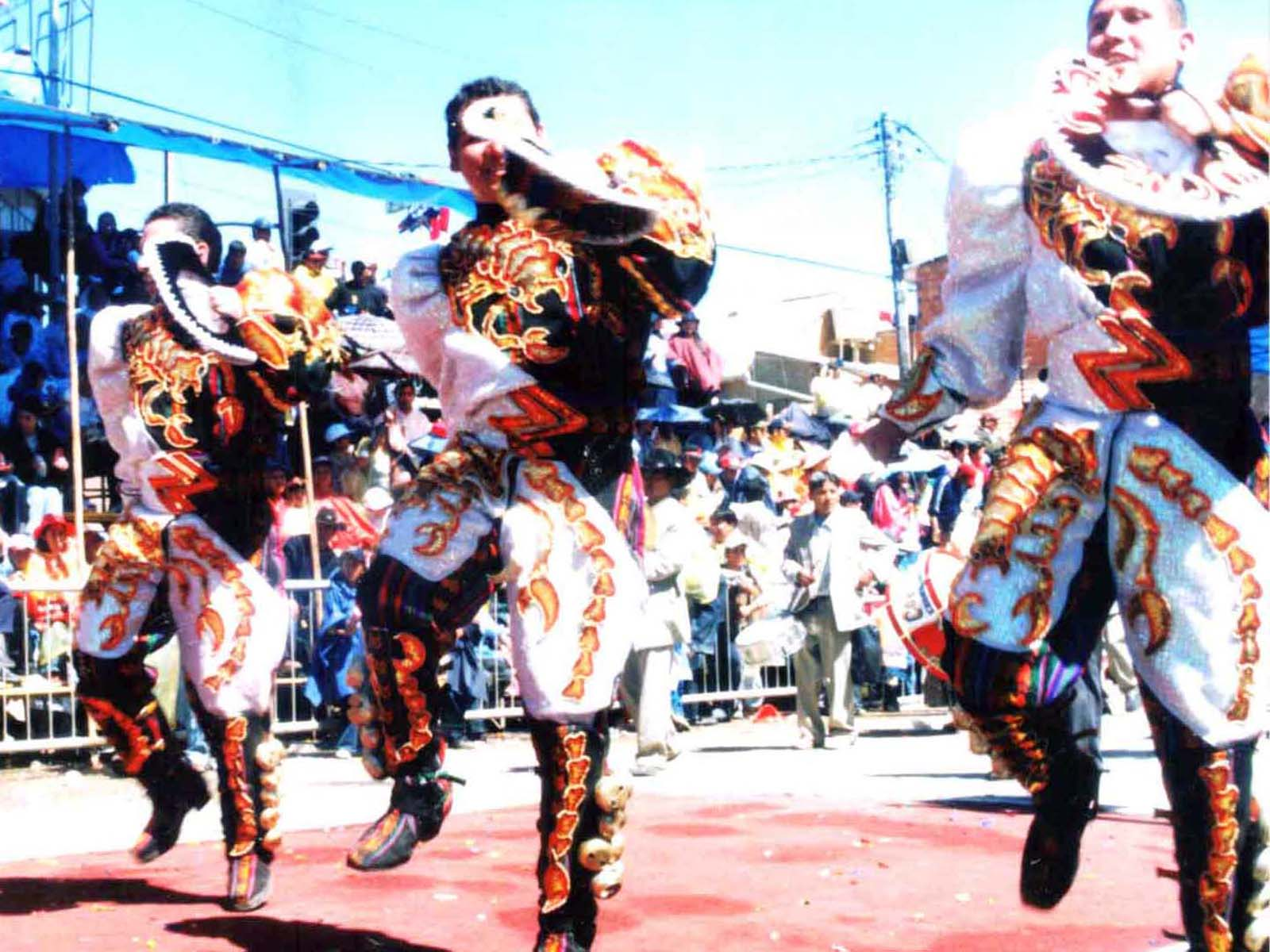

Caporales é uma dança tradicional da Bolívia originada no Departamento de La Paz, criada e apresentada ao público pela primeira vez em 1969 pelos irmãos Estrada Pacheco que foram inspirados na Saya afro-boliviana, uma dança que pertence à região de Yungas, na Bolívia. No entanto, os trajes eram de origem europeia. A dança, entretanto, tem um aspecto religioso proeminente e é praticada principalmente no Carnaval de Oruro.
O homem veste chapéu de abas largas, camisa largas, faixa ou cinto, calças de estilo militar, botas que possuem mini- chocalhos que servem para acompanhar o ritmo da música e um chicote, enquanto a mulher usa tranças com um tipo de chapéu curto, veste um vestido de mangas compridas e bufantes com mini-saia. As roupas do homem e da mulher devem combinar.
A dança do Caporales é uma dança de movimentos ágeis e atléticos em que os homens realizam movimentos acrobáticos enquanto as mulheres dançam para destacar a sensualidade e a feminilidade através de movimentos graciosos. 